# 伊波洋一
伊波 洋一（いは よういち、1952年（昭和27年）1月4日 - ）は、日本の政治家。沖縄県選出の参議院議員（2期）、会派「沖縄の風」幹事長。沖縄県宜野湾市長（2期）、沖縄県議会議員（2期）を歴任した。長男がおり、伊波の第一秘書を担当している。

## 来歴
琉球臨時中央政府中頭郡宜野湾村（現・沖縄県宜野湾市）生まれ。琉球政府立普天間高等学校、琉球大学理工学部物理学科卒業。1974年、宜野湾市役所に就職。在任中、当時全国でもまれであった自治体業務の電算化を手がけた。
1996年、中部地区労事務局長を経て、宜野湾市役所を退職して沖縄県議会議員選挙に出馬し、初当選。2000年に再選。2003年、2期目の任期途中で辞職し、宜野湾市長選挙に出馬して当選する。2007年、宜野湾市長再選。市長在職中、沖縄県内の地方自治体で初めて中学生までの病院への入院費の無料化を実現した。

### 2010年沖縄県知事選挙
2010年11月、任期満了に伴う沖縄県知事選挙に、自由民主党沖縄県連や公明党・みんなの党の支持を受ける現職の仲井眞弘多沖縄県知事の再選を阻止するため、県内の革新勢力に推される形で、宜野湾市長を辞職して立候補する。伊波は社会民主党・日本共産党・沖縄社会大衆党・国民新党・新党日本・政党そうぞうの6党の支持に加え、民主党沖縄県連の支援も受けた（党本部は仲井眞、伊波のいずれも推薦・支持せず、自主投票を決定）が、現職の仲井眞に約4万票差で大敗に決した。
なお、仲井眞は4年前の知事選では普天間飛行場の辺野古沖への移設を容認していたが、この知事選では「県外移設」を訴え（ただし伊波がグアムへの移設を主張したのに対し、仲井眞は「県内移設反対」を明言せず、あくまでも「県外移設を求める」に留めていた）、有力候補である仲井眞、伊波のいずれもが沖縄県内への移設反対を主張した。

### 2012年宜野湾市長選挙
2011年12月、前年に伊波の後任の宜野湾市長に就任した安里猛が心臓疾患の療養のため、市長を辞職。伊波は宜野湾市長選挙への出馬を表明し、共産・社民・社大3党の推薦を受けて立候補する。またこの3党の推薦に加え、瑞慶覧長敏・玉城デニーら民主党所属の衆議院議員や一部の地方議員からの応援も受けた。
選挙戦の最中、沖縄防衛局が職員もしくは職員の親族に本市長選挙の有権者数を調査させ、沖縄防衛局長が職員に対して、宜野湾市長選で投票するよう親戚に呼びかけるよう講話を行った事実が発覚し、沖縄防衛局による選挙への不当な介入の疑いが持たれた。また、伊波を支持する宜野湾市職員労働組合も伊波への支持を呼びかける文書を配布していたため、市職労側も地方公務員法、公職選挙法違反を疑われた。
選挙戦の序盤は伊波有利の情勢であったが、開票の結果、自民・公明・新党改革3党が推薦する佐喜眞淳に約900票の僅差で敗れた。

### 2016年宜野湾市長選挙
2015年9月頃は、志村惠一郎と並んで市長候補に推す声もあったが、自身は立候補を行わずに志村の選挙対策本部長代行を務めた。

### 2016年参議院議員選挙
2015年9月、第24回参議院議員通常選挙にオール沖縄の候補として沖縄県選挙区より立候補する意向を表明した。
2016年7月、第24回参議院議員通常選挙において得票率で57.8%の票を獲得して、現職の島尻安伊子を下し、初当選。

### 2022年参議院議員選挙
2022年7月10日投開票の第26回参議院議員通常選挙で自民党新人の古謝玄太を2,888票差の接戦の末破り再選を果たした。

## 政策・主張

### 憲法
- 憲法改正について、2016年の朝日新聞社、2022年のNHKのアンケートで「反対」と回答[12][13]。

- 9条改憲について、2016年の毎日新聞社のアンケートで「反対」と回答[14]。9条への自衛隊の明記について、2022年のNHKのアンケートで「反対」と回答[13]。

- 憲法を改正し緊急事態条項を設けることについて、2022年のNHKのアンケートで「反対」と回答[13]。

### 外交・安全保障
- 「他国からの攻撃が予想される場合には先制攻撃もためらうべきではない」との問題提起に対し、2016年のアンケートで「反対」と回答[12]。
- 敵基地攻撃能力を持つことについて、2022年のNHKのアンケートで「反対」と回答[13]。
- 「北朝鮮に対しては対話よりも圧力を優先すべきだ」との問題提起に対し、2016年のアンケートで「どちらかと言えば反対」と回答[12]。
- 安全保障関連法の成立について、2016年の毎日新聞社のアンケートで「廃止すべき」と回答[14]。
- 普天間基地の移設問題について、2016年の毎日新聞社のアンケートで「国外に移設すべき」と回答[14]。
- ロシアは2022年2月24日、ウクライナへの全面的な軍事侵攻を開始した[15]。日本政府が行ったロシアに対する制裁措置についてどう考えるかとの問いに対し、2022年のNHKのアンケートで「適切だ」と回答[13]。
- 2022年6月7日、政府は経済財政運営の指針「骨太方針」を閣議決定した。NATO加盟国が国防費の目標としている「GDP比2％以上」が例示され、防衛力を5年以内に抜本的に強化する方針が明記された[16]。「防衛費を今後どうしていくべきだと考えるか」との問いに対し、2022年のNHKのアンケートで「ある程度減らすべき」と回答[13]。

### ジェンダー
- 選択的夫婦別姓制度の導入について、2016年のアンケートで「どちらかと言えば賛成」と回答[12]。2022年のNHKのアンケートで「賛成」と回答[13]。
- 同性婚を可能とする法改正について、2016年のアンケートで「どちらかと言えば賛成」と回答[12]。2022年のNHKのアンケートで「賛成」と回答[13]。
- クオータ制の導入について、2016年のアンケートで「どちらかと言えば賛成」と回答[12]。2022年のNHKのアンケートで「賛成」と回答[13]。

### その他
- 永住外国人への地方参政権付与について、2016年のアンケートで「どちらかと言えば賛成」と回答[12]。
- 首相の靖国神社参拝について、2016年のアンケートで「反対」と回答[12]。
- 「治安を守るためにプライバシーや個人の権利が制約されるのは当然だ」との問題提起に対し、2016年のアンケートで「反対」と回答[12]。
- 「原子力発電所は日本に必要だと思うか」との問いに対し、2016年の毎日新聞社のアンケートで「必要ない」と回答[14]。
- 2016年の米国大統領選挙について「ドナルド・トランプとヒラリー・クリントンのどちらを支持するか」との問いに対し、2016年の毎日新聞社のアンケートで「どちらとも言えない」と回答[14]。
- 受動喫煙防止を目的に飲食店などの建物内を原則禁煙とする健康増進法改正に賛成。2016年の参院選に先駆けて行われた受動喫煙防止についての公開アンケートにおいて、レストランやバーを含む一般市民が出入りする場所は、2020年までに「罰則付きの禁煙とするべきである」と回答[17]。

## 著作

### 単著
- 『米軍基地を押しつけられて : 沖縄・少女暴行事件から』創史社 , (八月書館 発売) 2000.5
- 『普天間基地はあなたの隣にある。だから一緒になくしたい。』かもがわ出版 2010.10

### 共著
- 沖縄国際大学広報委員会編『グローバリゼーションの中の沖縄 : 国際シンポジウム』沖縄国際大学広報委員会 2004.3 沖国大ブックレット 12
- 沖縄国際大学広報委員会編『グローバリゼーションの中の沖縄 : '03国際シンポジウム報告書』沖縄国際大学広報委員会 2004.3
- 『普天間基地跡利用シンポジウム(報告書) : 普天間に環境首都を : 基地で失った環境を基地跡地で回復』日本郵政公社労働組合沖縄県本部 2004
- 伊波洋一, 永井浩著『沖縄基地とイラク戦争 : 米軍ヘリ墜落事故の深層』岩波書店 2005.2 岩波ブックレットNo.646
- 池尾靖志, 伊波洋一, 井原勝介著『地域から平和をきずく : オキナワ・イワクニからみた日本』晃洋書房 2010.11
- 神保哲生ほか著『沖縄の真実、ヤマトの欺瞞 : 米軍基地と日本外交の軛』春秋社 2010.11
- 伊波洋一, 柳沢協二著『対論普天間基地はなくせる : 日米安保の賛成・反対を超えて』かもがわ出版 2012.5 かもがわブックレットNo.189
- 小森陽一編著,新崎盛暉, 伊波洋一, 石川真生, 我部政明証言『沖縄とヤマト : 「縁の糸」をつなぎ直すために』かもがわ出版 2012.5
- 孫崎享, 木村朗編 ; ガヴァン・マコーマックほか執筆『終わらない「占領」 : 対米自立と日米安保見直しを提言する!』法律文化社 2013.6

## 出演
ドキュメンタリー
- エンリコ・パレンティ、トーマス・ファツィ監督『誰も知らない基地のこと』(原題 英語: Standing Army、製作 Effendemfilm and Takae Films、イタリア、 紀伊國屋書店、2012年)

## 選挙歴
| 当落 | 選挙                     | 執行日         | 年齢 | 選挙区         | 政党   | 得票数     | 得票率 | 定数 | 得票順位 /候補者数 | 政党内比例順位 /政党当選者数 |
| ---- | ------------------------ | -------------- | ---- | -------------- | ------ | ---------- | ------ | ---- | ------------------ | ---------------------------- |
| 当   | 1996年沖縄県議会議員選挙 | 1996年6月      | 44   | 宜野湾市選挙区 | 無所属 | 9367票     | 28.01% | 3    | 1/5                | /                            |
| 当   | 2000年沖縄県議会議員選挙 | 2000年6月      | 48   | 宜野湾市選挙区 | 無所属 | 1万508票   | 30.97% | 3    | 2/4                | /                            |
| 当   | 2003年宜野湾市長選挙     | 2003年4月27日  | 51   | ーー           | 無所属 | 1万7583票  | 51.03% | 1    | 1/2                | /                            |
| 当   | 2007年宜野湾市長選挙     | 2007年4月22日  | 55   | ーー           | 無所属 | 54.87%票   | 21,643 | 1    | 1/2                | /                            |
| 落   | 2010年沖縄県知事選挙     | 2010年11月28日 | 58   | ーー           | 無所属 | 29万7082票 | 45.99% | 1    | 2/3                | /                            |
| 落   | 2012年宜野湾市長選挙     | 2012年2月12日  | 60   | ーー           | 無所属 | 2万1712票  | 48.98% | 1    | 2/2                | /                            |
| 当   | 第24回参議院議員通常選挙 | 2016年07月10日 | 64   | 沖縄県選挙区   | 無所属 | 35万6355票 | 57.86% | 1    | 1/3                | /                            |
| 当   | 第26回参議院議員通常選挙 | 2022年07月10日 | 70   | 沖縄県選挙区   | 無所属 | 27万4235票 | 46.89% | 1    | 1/5                | /                            |